# Ranseur

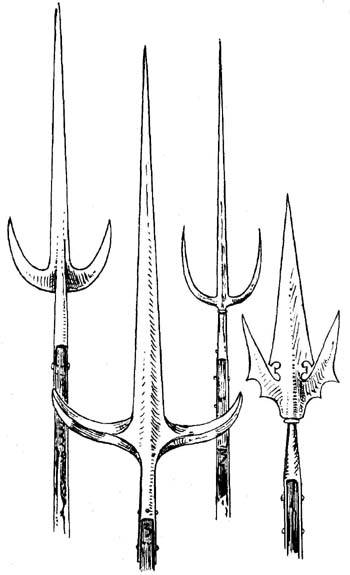
4 tipos de ranseurs diferentes.

Sua versão com pontas laterais invertidas é comum em brasões e símbolos de guerra.

O ranseur (também chamado de runkah ou rawcon) foi um tipo de arma de haste ou lança utilizado em toda a Europa até ao século XV. Ele ainda foi usado em tribunais como um símbolo cerimonial ao longo do século XVII. Pode ter sido derivado do spetum, pois a cabeça de um ranseur é composta por três lança afiada, em formato de W, com um cabo de madeira ou metal. Muitas vezes, esse cabo era em formato de meia-lua, dando-lhe uma aparência semelhante à de um tridente. Assim os ranseurs se assemelham a um sai com um cabo mais longo. Os ranseurs geralmente têm 2 metros de comprimento.
A função de perfurar da arma é evidente e tem por objetivo para perfurar as defesas do adversário. Alguns tipos também permitem cortar caso suas lâminas laterais sejam afiadas. As pontas laterais servem para interceptação de armas do adversário no espaço abaixo da lâmina principal, onde uma torção do eixo ajudam a impedir o movimento, quebrar ou desarmar a arma do adversário. Além disso, as projeções laterais proporcionam tanto um meio de impedir ataques de um adversário a longa distância quanto para derrubar oponentes montado a cavalo.